# Baga (Volk)

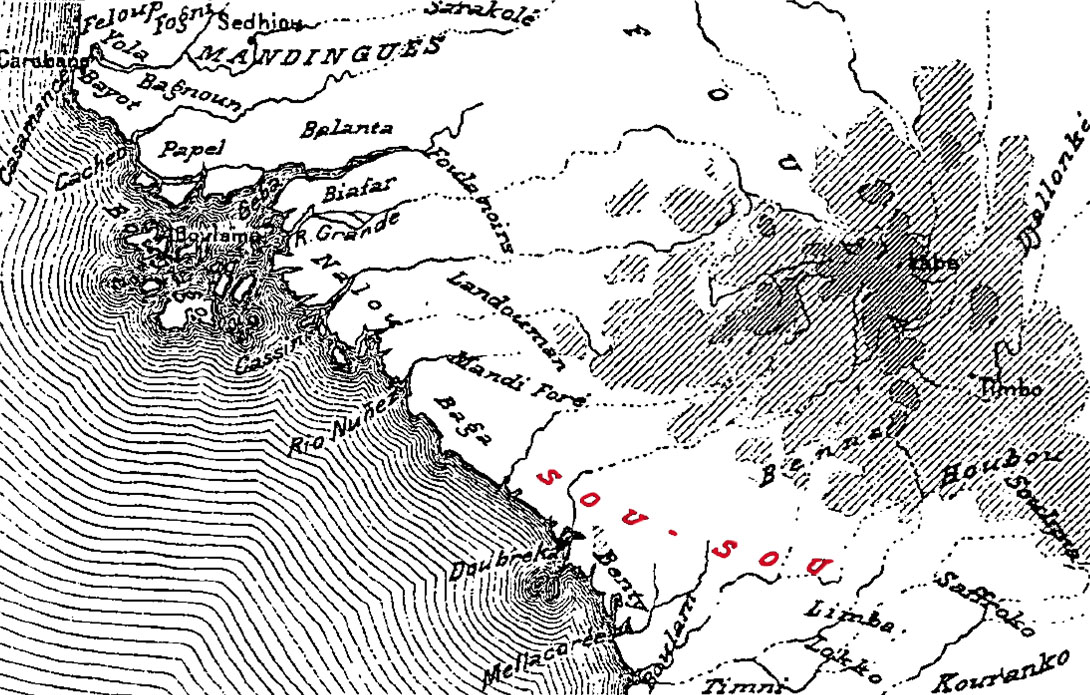
Siedlungsgebiete der Baga, Sousou, Nalou und Landouman in Niederguinea gegen Ende des 19. Jahrhunderts

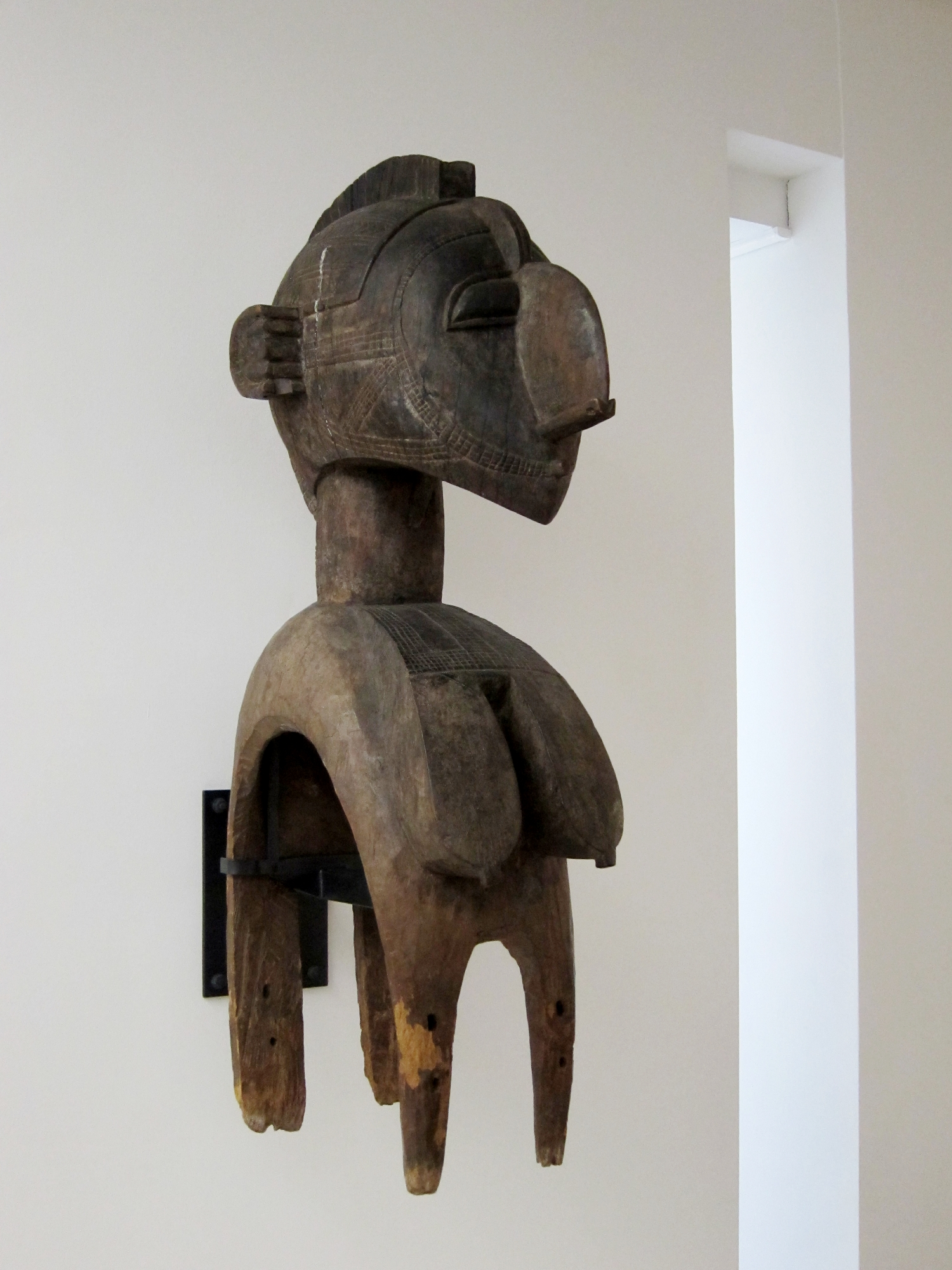
Schultermaske der Baga, die die weibliche Nimba symbolisiert (19. Jahrhundert)

Die Baga (auch: die Bagas) sind eine westafrikanische Ethnie an der Küste Niederguineas nördlich von Guineas Hauptstadt Conakry. Hauptgruppen der Baga sind die Koba, Fore und Sitemu. Theoretisch über 100.000 an der Zahl, assimilieren sich die Baga zunehmend vor allem mit den benachbarten und zahlreicheren Susu. 
Sprachlich und kulturell stehen den Baga die verwandten Kissi, Nalu (Nalou), Landuma (Landouman bzw. Landoma), Mmani (Mani), Temne, Limba und Bullom (Boulam) aber näher. Doch nur noch ein Teil der Baga spricht das gemeinsame Mel, eine westatlantische, niger-kongolesische Untergruppe der kongo-kordofanischen Sprachfamilie; viele bedienen sich des Susu. 
Man nimmt an, dass die Baga vom Plateau Fouta Djallon (Mittelguinea) kamen, wo sich einige Siedlungen erhalten haben. Im 18. und 19. Jahrhundert wanderten sie in die heute zu Sierra Leone gehörende Region Port Loko ein, von wo sie allmählich durch die Susu nach Norden abgedrängt wurden. In Niederguinea bildeten sie eine Kette mehr oder weniger voneinander isolierter Siedlungen entlang der Küste.
Vor allem die Baga-Fore haben bisher der Assimilation widerstanden und die Sprache der Susu nicht übernommen. Die Abgeschlossenheit einiger ihrer Siedlungsregionen hat bisher die traditionelle archaische Kultur und Lebensweise der Baga konserviert. Die Behausungen der Baga sind rechteckig, mit Strohdächern und auf Pfählen angelegt. Die Baga züchten Maniok, Süßkartoffeln, Erdnüsse, Taro und Sorghum. Obstbäume werden den Nachkommen vererbt. Als Tauschwaren dienen Meersalz, das zumeist die Frauen durch Verdampfen herstellen, und Kolanüsse. Traditionelle Nahrungsmittel sind Palmfett, getrocknete Zwiebeln und Räucherfisch. 
Die Dorfgemeinschaften werden von einem Rat geleitet. Familien bilden Großfamilien, die von den alten Männern geführt werden. Männer und Frauen sind in Geheimgesellschaften organisiert (ähnlich wie bei den Temne). Die meisten Baga sind seit der Mitte des 20. Jahrhunderts (sunnitische) Muslime, doch trotz ihrer muslimischen Oberschicht und christlicher Missionierung während der französischen Kolonialherrschaft halten zahlreiche Baga an traditionellen Glaubensvorstellungen fest. Sie beten die Naturgewalten an, für den Fruchtbarkeitskult spielt die weibliche Nimba-Figur eine große Rolle. Die Nimba-Figuren tragen oft große Trommeln. Als Schutz für Schwangere gelten die bis zu 60 Kilogramm schweren Schultermasken mit der Darstellung von Frauen mit Hakennase und flachen Brüsten. Masken mit Vogelmenschenköpfen (anok) werden bei Initiationsriten benutzt.

## Quelle
- J.W. Bromlej: народы мира – историко-этнографический справочник (Völker der Welt – historisch-ethnographisches Wörter-/Handbuch), Seite 80. Moskau 1988